# Trochoideomyces
Trochoideomyces — рід грибів родини Laboulbeniaceae. Назва вперше опублікована 1931 року.

## Класифікація
До роду Trochoideomyces відносять 1 вид:
- Trochoideomyces gracilicaulis